# TM 1511
TM 1511 es el nombre de catálogo de un cráneo parcial (parte de la base y de la cara y el maxilar completo), asociado con STS 60, que es el molde craneal natural del mismo individuo, un Australopithecus africanus. Fue encontrado, en 1936, por G. W. Barlow en la cueva Sterkfontein de Sudáfrica y publicado en el mismo año por R. Broom. Se le atribuye una antigüedad de 2,04 a 3,03 Ma.
Las iniciales del nombre de catálogo, TM, corresponden a  Transvaal Museum.

## Descripción
Los restos corresponden a un cráneo parcial, parte de la base y de la cara y el maxilar completo, asociado con STS 60, que es el molde craneal natural del mismo individuo. Conserva el maxilar y varias de las piezas dentales, incluidos algunos molares.
TM 1511 y STS 60 fueron el primer hallazgo de A. afarensis adulto, en este caso de un ejemplar grácil de la especie, al que se le ha estimado una capacidad craneal de 400 cm³.